# Gene DuChateau
Gene DuChateau (Ridgewood, 23 gennaio 1954) è un ex calciatore statunitense, di ruolo portiere.

## Carriera
Si forma calcisticamente dapprima presso la rappresentativa dell'Adelphi University.
Nel 1976 viene ingaggiato dall'Hartford Bicentennials, franchigia della NASL. Con i Bicentennials non riuscì a superare la fase a gironi del torneo 1976. 
L'anno seguente, con la squadra rinominata Connecticut Bicentennials, non riuscì a superare la fase a gironi del torneo.
Nella North American Soccer League 1978 seguì la franchigia dei Bicentennials nel loro trasferimento a Oakland, California, ove assunse il brand degli Oakland Stompers. Anche con gli Stompers non riuscì a raggiungere i playoff per il titolo.
Nella NASL 1979 viene ingaggiato dalla franchigia dei Memphis Rogues, che lo cederanno a stagione in corso ai Tulsa Roughnecks. Con i Roughnecks riuscì a raggiungere i quarti dei playoff per il titolo, mentre la stagione seguente si fermò agli ottavi, eliminati dai futuri campioni del N.Y. Cosmos.
Contemporaneamente e successivamente al calcio si dedicò anche all'indoor soccer, militando nei Tulsa Roughnecks e nei Detroit Express.
Lasciato il calcio giocato, è divenuto allenatore.